# Mbalambi
Mbalambi – wieś w Botswanie w dystrykcie North East. Według spisu ludności z 2011 roku wieś liczyła 1037 mieszkańców.